# Khoikhoia anthelion
Khoikhoia anthelion (лат. ) — вид паразитических стебельчатобрюхих перепончатокрылых из семейства браконид (Khoikhoiinae). Южная Африка: Капская область ЮАР (Western Cape, Kogelberg Nature Reserve).
Длина около 7 мм. Жгутик усика состоит из 29—30 флагелломеров. Общая окраска тела чёрная; часть брюшка (I тергит), груди (задневерхние углы пронотума), ног и головы (щёки) — желтовато-коричневые.  Клипеус с выступающим зубцом посередине переднего края. Вид был описан в 2009 году американским энтомологом Майклом Шарки (Michael Sharkey; Department of Entomology, Кентуккийский университет, Лексингтон, Кентукки). Название вида Khoikhoia anthelion происходит от греческого слова Anthelion (anthele), означающего пучок щетинок, который обнаружен в области яйцеклада.